# دیم (خوسف)
دیم یک روستا در ایران است که در شهرستان خوسف واقع شده‌است. دیم ۳۴ نفر جمعیت دارد.